# Ciclopentanone
Il ciclopentanone è il composto organico di formula C5H8O. Questo chetone ciclico in condizioni normali è un liquido incolore, con un odore gradevole che ricorda la menta piperita. In natura è presente diffusamente in piccole quantità; le quantità maggiori sono state trovate nella carne di manzo, nel formaggio, nel pollo e in piante di aglio. Prodotto industrialmente, il composto è usato come intermedio in sintesi organica per ottenere principalmente fragranze, farmaci e fungicidi.

## Storia
Il ciclopentanone fu isolato per la prima volta da Rainer Ludwig Claisen nel 1875 dall'acqua ragia di legno grezzo, attribuendogli la formula C6H10O. In seguito Willibald Hentzschel e Johannes Wislicenus riesaminarono il composto, correggendo la formula in C5H8O e riuscendo a sintetizzarlo dall'acido adipico. Inizialmente in composto fu quindi denominato chetone adipico o chetopentametilene.

## Sintesi
Il ciclopentanone si ottiene per decarbossilazione dell'acido adipico. La reazione viene condotta a 290 °C in presenza di idrossido di bario:

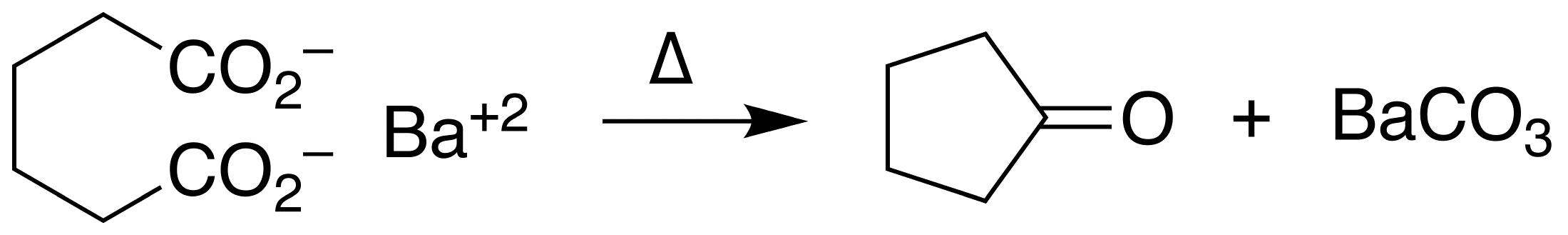
Schema di sintesi del ciclopentanone

Alternativamente si può ossidare il ciclopentene con ossigeno in presenza di catalizzatori come PdCl2 o CuCl2.

## Usi
Il ciclopentanone è usato comunemente come precursore di jasmonati come ad esempio il diidrojasmonato di metile. Inoltre è usato per la sintesi di farmaci come il ciclopentobarbital e fungicidi come Pencycuron.

## Tossicità / Indicazioni di sicurezza
Sono stati condotti numerosi studi tossicologici e dermatologici per valutare la sicurezza d'impiego del ciclopentanone come ingrediente per fragranze, concludendo che il composto è sicuro nell'ambito degli usi esaminati.